# Naso (Volk)
Naso (auch Teribe, Naso-Teribe, Tjer-di, Tiribi, Tirribi, Térraba, Terraba, Nortenyo oder Quequexque) ist der Name eines indigenen Volkes in Mittelamerika.
Die Naso sind einer von Panamas insgesamt acht Ureinwohnerstämmen. Ihr Siedlungsgebiet liegt im Nordwesten Panamas, vor allem im Westen der Provinz Bocas del Toro, in einem Gebiet von ca. 1300 km², das einen Großteil des Beckens der Flüsse Río Teribe und San San umfasst. Während SIL International die Bevölkerungszahl der Naso in Panama im Jahre 1996 mit 3000 angab, ergab eine Volkszählung im Jahr 2000 insgesamt nur noch 1853 Naso unter Panamas Bevölkerung. Einige Hundert Naso leben noch in Costa Rica. Es handelt sich um einen der letzten amerikanischen Volksstämme, welche heute noch von einem Monarchen geführt werden. Die Naso sind vom Aussterben bedroht.

## Politik und Verwaltung
Der Stamm wird von einem König regiert. Die Thronfolge verläuft traditionsgemäß über den Bruder des Königs und den ältesten Sohn des verstorbenen Königs. Wenn eine Königsfamilie vollständig erloschen ist, findet in der Hauptsiedlung Sieyik am Río Teribe eine Wahl statt, um einen neuen König (oder in einigen Fällen eine neue Königin, wie im Fall von Rufina Santana) zu bestimmen.
Während die Stämme in Panama semi-autonome Selbstverwaltungsgebiete, sogenannte Comarcas mit eigener Exekutive besitzen, liegt ein Entwurf für eine 130.000 Hektar große Comarca für die panamaischen Naso schon seit Jahren auf Eis.

## Geschichte
Früher besiedelten die Naso die Karibikküste nahe der Hafenstadt Almirante. Die Vorfahren der Naso begegneten dem Freibeuter Henry Morgan, und Christoph Kolumbus berichtete von diesen „Bewohnern der Atlantikküste“ mit goldenem Halsschmuck. Nach jahrhundertelangen Kämpfen mit Spaniern, Engländern und sämtlichen Stämmen der Region zogen sie sich im 19. Jahrhundert in die hoch entlegenen Gebiete der Talamanca Kordillere zurück, von wo sie später in ihre heutigen Siedlungen entlang der großen Flüsse zogen.
Im Mai 2008 setzte der Stamm seinen König ab, als er einem Unternehmen gestattete, für 25 Millionen £ das Wasserkraftwerk El Diquís zu errichten. Die Stammesversammlung setzte seinen Onkel, Valentin Santana, als König ein. Polizeikräfte verhinderten Gewaltausbrüche, als der König mit seinen Anhängern verbannt wurde.
Die Baumaßnahmen am Fluss Bonyic begannen bereits 2004. Die kolumbianische Empresas Publicas de Medellin ließ Dschungel roden und Straßen bauen. Die Regierung, die den Vertrag mit dem alten König unterzeichnete, erkennt den neuen daher nicht an.

### Liste der Könige
- Bass Lee Santana
- Santiago Santana
- Santiago Santana (Sohn)
- Chalee Santana
- Francisco Santana
- Lázaro Santana – (? – 1973)
- Simeón Santana – (1973 – 1979)
- Manuel Aguilar – (1979 – 25. April 1982)
- Rufina Santana – (25. April 1982 – 30. Juli 1988)
- César Santana – (30. Juli  1988 – 31. Mai 1998)
- Tito Santana – (31. Mai 1998 – Mai 2008, abgesetzt)
- Valentin Santana – (seit Mai 2008)

## Bevölkerung
In elf Siedlungen im Hauptsiedlungsgebiet leben ungefähr 2343 Einwohner:
- Am Río Teribe: Bonyic, Kuikin, Santa Rosa, Sieyik, Sieyikin, Solón und Sori.
- Am San San: Drury, La Tigra, Loma Bandera und San San.
- Siedlungen in anderen Gebieten: Charagre und Yorkin.

Außerhalb ihres Gebietes leben Schätzungen zufolge, vor allem in der Stadt Changuinola, ca. 1000 Angehörige dieses Stammes sowie bis zu 300 weitere in Costa Rica.

## Kultur
Die Naso leben von der Landwirtschaft und vom Fischfang.
Auf den Feldern und im Wald ernten sie Früchte wie Bananen, Ananas, Guanabana, Goyaba, Orange, Jabo sowie Platanen, Mais, Reis, Kakao, Pixbae und Kaffee. Gejagt werden unter anderem das Saino, eine südamerikanische Wildschweinart, das Goldaguti, das Paca und Vögel wie der Trompetervogel oder der Tukan. Die vielen Flüsse bieten außerdem Fisch als Nahrungsquelle.
Das Handwerk der Naso besteht aus der Herstellung von Körben und der Bearbeitung von Holz zu Speeren, Einbäumen und Häusern. Ihre Häuser werden auf Pfählen gebaut, als Schutz vor nächtlichen ungebetenen Besuchern aus dem Wald. Eine schmale Leiter führt in die mit geflochtenen Palmenblättern bedeckte Holzhütte.
Sie sprechen Teribe und die meisten sprechen auch Spanisch. Einige bekennen sich zum Katholizismus, aber traditionell verehren sie Sbö als obersten Gott und Schöpfer. Sie verehren auch den Río Teribe. Die Mehrheit der Naso wohnen in mit Blättern gedeckten Holzhütten.